# Červené maso

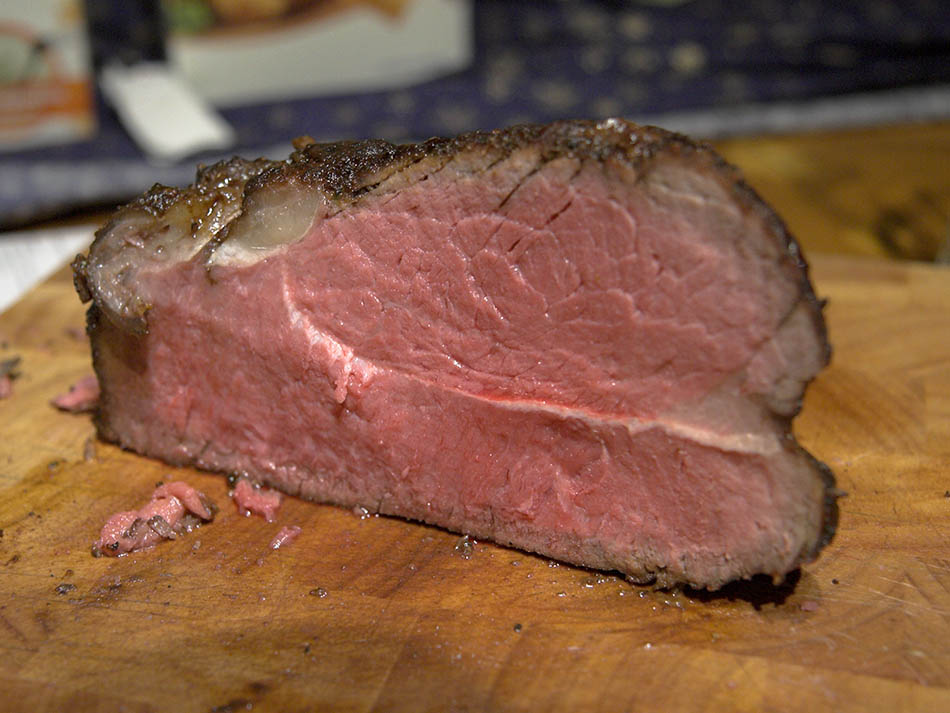
Rozkrojený hovězí rostbíf, který má barvu tmavě červenou až do hněda

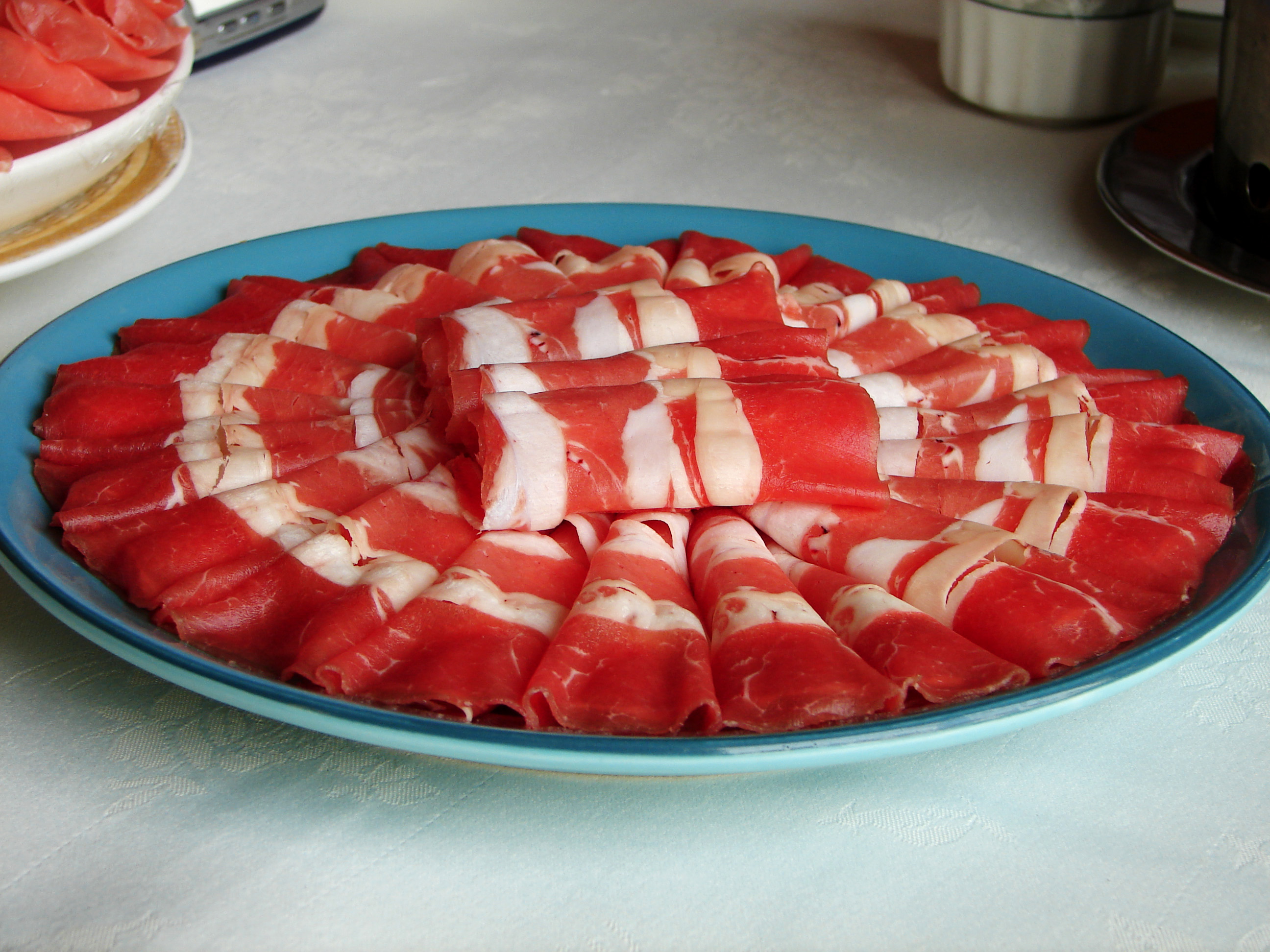
Tenké plátky syrového hovězího masa

Červené maso je pojem používaný v gastronomii pro označení masa, které je v syrovém stavu obvykle červené a po uvaření má tmavou barvu, na rozdíl od bílého masa, které je před i po uvaření světlé. V kulinářské terminologii se jako červené nebo bílé klasifikuje pouze maso savců a ptáků, nikoliv ryb. Odborníky na výživu je červené maso definováno jako jakékoli maso, které má více bílkoviny myoglobinu než bílé maso. Bílé maso je definováno jako netmavé maso z ryb nebo kuřete (s výjimkou nohou, stehen a někdy křídel, které se označují jako „tmavé maso“). Pravidelná konzumace červeného masa, a to jak nezpracovaného, tak zejména zpracovaného, je spojována s negativními zdravotními účinky.

## Definice
Podle kulinářské definice je maso dospělých domácích savců a zvěře (například hovězí, koňské, skopové, zvěřina, kančí, zaječí) červené maso, zatímco maso mladých savců (králičí, telecí, jehněčí) je bílé maso, ačkoli někdy je za červené maso považováno i králičí maso. Drůbeží maso je bílé, s výjimkou některých ptáků, jako jsou pštrosi. Většina částí vepřového masa se řadí mezi červené maso. Zvěřina je někdy řazena do samostatné kategorie „tmavé maso“. Některá masa, jako jehněčí či vepřové, jsou různými autory klasifikována odlišně.
Podle Ministerstva zemědělství Spojených států (USDA) je veškeré maso získané ze savců (bez ohledu na druh masa nebo stáří poraženého kusu) označováno za červené maso, protože obsahuje více myoglobinu, který mu dodává jeho typickou červenou barvu, než je tomu u ryb nebo bílého masa z kuřat. USDA k červenému masu řadí maso pocházející od ptáků z podtřídy běžců (pštros, emu, nandu).
Některé kusy vepřového masa jsou podle kulinářské definice považovány za bílé, ale veškeré vepřové maso je v nutričních studiích řazeno k červenému masu. Národní rada pro vepřové maso jej označila za „jiné bílé maso“ a využila této nejednoznačnosti k naznačení, že vepřové maso má nutriční vlastnosti bílého masa, které je považováno za zdravější.
Světová zdravotnická organizace za červené maso označuje maso hovězí, vepřové, jehněčí a kozí pocházející od domestikovaných zvířat. Nezahrnuje do něj drůbeží maso, zvěřinu ani vnitřnosti. V Česku není pojem červené maso legislativně upraven.

## Nutriční hodnota
Červené maso obsahuje velké množství železa, kreatinu, minerálů, jako je zinek a fosfor, a vitamínů skupiny B (niacin, vitamín B12, thiamin a riboflavin). Červené maso je také zdrojem kyseliny lipoové. Červené maso také obsahuje malé množství vitamínu D. Vnitřnosti, jako jsou játra, jej obsahují mnohem vyšší množství než jiné části zvířete.
V roce 2011 spustilo Ministerstvo zemědělství Spojených států program MyPlate, který nerozlišoval mezi druhy masa, ale doporučoval konzumovat alespoň 230 g ryb týdně. V roce 2011 spustila Harvard School of Public Health program Healthy Eating Plate, částečně kvůli tomu, že vnímala nedostatky v doporučení od ministerstva zemědělství. Program Healthy Eating Plate povzbuzuje spotřebitele, aby se vyhýbali zpracovanému masu a omezili konzumaci červeného masa na dvě porce týdně kvůli souvislostem se srdečními onemocněními, cukrovkou a rakovinou tlustého střeva. Jako náhradu za toto maso doporučuje konzumaci ryb, drůbeže, fazolí nebo ořechů.

## Dopady na zdraví
Neexistují žádné dlouhodobé randomizované kontrolované studie, které by zkoumaly konzumaci červeného masa na výsledky onemocnění, a je nepravděpodobné, že by takové studie mohly být z etických, finančních a praktických důvodů vůbec provedeny. Většina údajů o červeném mase a jeho vlivu na zdraví pochází z dlouhodobých epidemiologických studií.
Celkově je strava s vysokým obsahem červeného a zpracovaného masa spojena se zvýšeným rizikem diabetu 2. typu, kardiovaskulárních onemocnění, rakoviny (zejména kolorektálního karcinomu) a úmrtnosti celkově. Soubor epidemiologických údajů ukazujících souvislost mezi nadměrnou konzumací červeného masa a diabetem 2. typu, rakovinou a kardiovaskulárními chorobami je rozsáhlý a konzistentní.
Nejsilnější asociace jsou v souvislosti s konzumací zpracovaného masa, což je maso, které prošlo solením, nakládáním, fermentací, uzením nebo jinými procesy pro zlepšení chuti nebo z důvodu konzervace. Jedná se například o slaninu, šunku, salám, párky a některé klobásy. Maso, které se vaří déle a při vyšších teplotách, je také spoje s 4,62krát vyšším rizikem rakoviny prsu ve srovnání s masem s nízkou nebo střední propečeností.
Zastřešující přehled z roku 2021 uvádí zvýšení rizika mnohočetné rakoviny o 11 až 51 % při 100 g zkonzumovaného červeného masa denně a zvýšení rizika mnohočetné rakoviny o 8 až 72 % při 50 g zkonzumovaného zpracovaného masa denně.
Studie z roku 2022 zpochybnila vztah mezi dávkou a odpovědí pomocí nově vyvinuté metody BPRF (burden of proof risk function). Zjistila, že existují slabé důkazy o tom, zda konzumace červeného masa zvyšuje riziko úmrtí. Autoři dospěli k závěru, že kvalita dostupných důkazů není dostatečná k tomu, aby bylo možné učinit silnější nebo přesvědčivější doporučení ohledně zdravotních účinků konzumace červeného masa. Přístup BPRF však byl kritizován pro přílišné zjednodušení.
Zastřešující přehled z roku 2025 zjistil, že vysoký příjem červeného masa je celkově spojen se zvýšeným rizikem úmrtí.

### Rakovina
Mezinárodní agentura pro výzkum rakoviny Světové zdravotnické organizace klasifikuje zpracované maso jako karcinogenní pro člověka (skupina 1) na základě „dostatečných důkazů u lidí, že konzumace zpracovaného masa způsobuje kolorektální karcinom“. Nezpracované červené maso je klasifikováno jako „pravděpodobně karcinogenní pro člověka (skupina 2A) na základě omezených důkazů, že konzumace červeného masa způsobuje rakovinu u lidí, a silných mechanistických důkazů podporujících karcinogenní účinek. Pozitivní souvislosti byly pozorovány také mezi konzumací červeného masa a zvýšeným rizikem rakoviny slinivky břišní a prostaty, ale tato souvislost není tak jasná. Americká společnost pro boj s rakovinou uvedla, že „důkazy o tom, že červené a zpracované maso zvyšuje riziko rakoviny, existují již po celá desetiletí a mnoho zdravotnických organizací doporučuje tyto potraviny omezit nebo se jim vyhýbat“.
Americký institut pro výzkum rakoviny, Cancer Research UK a World Cancer Research Fund uvedly, že existují silné důkazy o tom, že konzumace zpracovaného červeného masa je příčinou kolorektálního karcinomu, a pravděpodobné důkazy o tom, že nezpracované červené maso je příčinou rakoviny. Pro srovnání, ve Spojeném království měli dospělí, kteří konzumovali zpracované a červené maso v denním průměru 79 g o 32 % vyšší riziko kolorektálního karcinomu ve srovnání s těmi, kteří konzumovali denně méně než 11 g.
Studie rovněž zjistili, že vysoká konzumace červeného masa je spojena se zvýšeným rizikem rakoviny gastrointestinálního traktu.

#### Mechanismus
Hemové železo v červeném mase je spojováno se zvýšeným rizikem kolorektálního karcinomu. Americký institut pro výzkum rakoviny a Světový fond pro výzkum rakoviny uvedly, že „hemové železo, které je ve vysokém množství přítomno v červeném mase, prokazatelně podporuje kolorektální tumorogenezi stimulací endogenní tvorby karcinogenní N-nitroso sloučeniny“. Jako mechanismus byla také navržena kyselina N-glykolylneuraminová.
Přehled z roku 2017 ukázal, že v červeném mase, zejména ve zpracovaných výrobcích z červeného masa, existuje řada potenciálních karcinogenů pro kolorektální tkáň, jako jsou N-nitrososloučeniny, polycyklické aromatické uhlovodíky a heterocyklické aminy. Vaření masa „vysokoteplotními metodami, jako je smažení na pánvi nebo grilování přímo nad otevřeným ohněm“, také způsobují tvorbu výše zmíněných sloučenin.

### Kardiovaskulární onemocnění a mrtvice
Konzumace červeného masa je spojena se zvýšeným rizikem ischemické choroby srdeční, vysokého krevního tlaku, infarktu a mozkové mrtvice. Mezi faktory spojené se zvýšeným rizikem infarktu v důsledku konzumace červeného masa patří nasycené tuky, které zvyšují hladinu cholesterolu v krvi, LDL, triglyceridů a hemového železa, což může urychlit vznik aterosklerózy v mozkových tepnách a vést k mozkové mrtvici.
V roce 2020 vydala National Heart Foundation of New Zealand stanovisko, v němž dospěla k závěru, že vysoká konzumace červeného masa zvyšuje riziko srdečních onemocnění a mrtvice o 16 %, proto by se člověk měl snažit snížit konzumaci červeného masa pod 350 g týdně a nahradit maso rostlinnými zdroji bílkovin.

### Diabetes
Konzumace zpracovaného i nezpracovaného červeného masa je rizikovým faktorem pro rozvoj diabetes mellitus 2. typu, a to napříč populacemi. Studie z roku 2017 zjistila, že denní konzumace 85 gramů červeného masa a 35 gramů zpracovaných výrobků z červeného masa evropskými a americkými spotřebiteli zvýšila riziko vzniku diabetes mellitus 2. typu o 18 až 36 %, zatímco abstinenční dieta zahrnující konzumaci celozrnných výrobků byla spojena s 81 % snížením rizika vzniku cukrovky. Jedna studie odhadla, že „nahrazení jedné porce červeného masa denně jednou porcí ořechů, nízkotučných mléčných výrobků a celozrnných obilovin bylo spojeno s o 16 až 35 % nižším rizikem diabetu 2. typu. Souhrnná studie z roku 2022 zjistila, že konzumace dalších 100 g červeného masa denně byla spojena se 17% zvýšením rizika diabetu 2. typu.
Evropská asociace pro studium diabetu doporučuje diabetikům minimalizovat konzumaci červeného masa.

### Zánětlivé onemocnění střev
Vysoká konzumace červeného a zpracovaného masa je spojena se zvýšeným rizikem zánětlivého onemocnění střev. Americká gastroenterologická asociace uvedla, že strava s nízkým obsahem červeného a zpracovaného masa může snížit výskyt ulcerózní kolitidy.